# Pfitscherjoch
Pfitscherjoch (tal. Passo di Vizze; njem. Pfitscherjoch) je planinski prijevoj u Zillertalskim Alpama na granici između Tirola (Austrija) i Južnog Tirola (Italija).

## Vanjske poveznice
|  | Zajednički poslužitelj ima još gradiva o temi Pfitscherjoch |

- (njem.) Austrian Alpenverein
- (njem.) Alpenverein South Tyrol